# NASDAQ OMX Tallinn
Nasdaq OMX Tallinn ist der Name der regionalen Wertpapierbörse in Tallinn, Estland. Die Tallinner Börse ist seit 2004 Teil der OMX-Börsengruppe, mit Geschäftstätigkeiten in den meisten baltischen und nordischen Ländern. 

## Indizes
Der bedeutendste Börsenindex an der Börse Tallinn ist der TALSE, wohingegen der OMX Tallinn Index sämtliche gelistete Unternehmen beinhaltet.

## Mitgliedschaften
Sie ist Mitglied in der Sustainable Stock Exchanges Initiative.